# Dustin Brown
Dustin Brown (Celle, Alemania, 8 de diciembre de 1984) es un exjugador profesional de tenis alemán de ascendencia jamaicana. Su Ranking ATP individual más alto lo alcanzó el 10 de octubre de 2016 cuandó llegó al puesto n.º 64. Mientras que en dobles fue el n.º 43 el 14 de mayo de 2012.

## Biografía
Hijo de padre jamaiquino y madre alemana, nació y vivió en Alemania hasta los 11 años y fue allí donde comenzó a jugar al tenis. A los 11 años se mudó a Jamaica

## Trayectoria
Debutó en 2002 y en ese mismo año llegó a la final de Jamaica F22 Futures, dónde cayo frente a Kevin Sorensen.
En el año 2003 hizo su debut en la Copa Davis, representando al Equipo de Copa Davis de Jamaica, con tan solo 18 años. Esta fue su única participación con la nación jamaiquina.
Brown anunció en junio de 2010, que debido a la falta de financiación y el apoyo de la Asociación de Tenis de Jamaica, había sido tentado a cambiar de nacionalidad, y jugar al tenis profesional representando a Reino Unido, dada la nacionalidad de sus abuelos.
En octubre de 2010 decidió jugar bajo la bandera alemana. Se presentó por primera vez como un jugador alemán en el cuadro principal en Eckental. El movimiento de nacionalidad también fue confirmado en su página oficial en Facebook.
Su desempeño más destacado fue en el Campeonato de Wimbledon 2015, dónde venció en primera ronda a Aljaž Bedene, y en segunda ronda derrotó a Rafael Nadal en cuatro sets, siendo el contrincante top 10° mundial mientras que Brown entró al torneo por clasificación siendo duodécimo clasificado.Sin embargo, la victoria frente al español no era algo nuevo para Brown, dado que en el torneo de Halle 2014, también lo había vencido. 

### Clasificación en torneos del Grand Slam (Individuales)
| Torneo          | 2019 | 2018 | 2017 | 2016 | 2015 | 2014 | 2013 | 2012 | 2011 | 2010 | Títulos |
| --------------- | ---- | ---- | ---- | ---- | ---- | ---- | ---- | ---- | ---- | ---- | ------- |
| Australian Open | Q3   | 1r   | 1r   | Q1   | 1r   | Q1   | Q2   | Q1   | 1r   | Q2   | 0       |
| Roland Garros   | Q3   | Q1   | 1r   | 2r   | Q1   | 1r   | -    | Q1   | 1r   | -    | 0       |
| Wimbledon       |      | Q1   | 2r   | 2r   | 3R   | 1r   | 3r   | 1r   | Q1   | 1r   | 0       |
| US Open         |      | -    | 2r   | 1r   | 1r   | 1r   | -    | Q2   | -    | 2r   | 0       |

### Clasificación en torneos del Grand Slam (Dobles)
| Torneo          | 2013 | 2012 | 2012 | 2011 | Títulos |
| --------------- | ---- | ---- | ---- | ---- | ------- |
| Australian Open | 1r   | 1r   | 1r   | 2r   | 0       |
| Roland Garros   | -    | -    | 1r   | 3r   | 0       |
| Wimbledon       | 1r   | -    | 2r   | 1r   | 0       |
| US Open         |      | -    | 1r   | -    | 0       |

## Títulos ATP (2; 0+2)

### Dobles (2)
| Leyenda                  |
| Grand Slam (0)           |
| ATP World Tour Final (0) |
| ATP Masters 1000 (0)     |
| ATP World Tour 500 (0)   |
| ATP World Tour 250 (2)   |

| N.º | Fecha                    | Torneo     | Superficie    | Pareja        | Oponentes en la final           | Resultado |
| --- | ------------------------ | ---------- | ------------- | ------------- | ------------------------------- | --------- |
| 1.  | 26 de septiembre de 2010 | Metz       | Dura (i)      | Rogier Wassen | Marcelo Melo Bruno Soares       | 6-3, 6-3  |
| 2.  | 15 de abril de 2012      | Casablanca | Tierra batida | Paul Hanley   | Daniele Bracciali Fabio Fognini | 7-5, 6-3  |

#### Finalista (4)
| N.º | Fecha                    | Torneo     | Superficie    | Pareja             | Oponentes en la final                | Resultado             |
| --- | ------------------------ | ---------- | ------------- | ------------------ | ------------------------------------ | --------------------- |
| 1.  | 26 de septiembre de 2012 | Marsella   | Dura (i)      | Jo-Wilfried Tsonga | Nicolas Mahut Edouard Roger-Vasselin | 6-3, 3-6, [6-10]      |
| 2.  | 28 de julio de 2012      | Kitzbühel  | Tierra batida | Paul Hanley        | František Čermák Julian Knowle       | 6-7(4), 6-3, [10-12 ] |
| 3.  | 14 de abril de 2013      | Casablanca | Tierra batida | Christopher Kas    | Julian Knowle Filip Polasek          | 3-6, 2-6              |
| 4.  | 16 de abril de 2017      | Houston    | Tierra batida | Frances Tiafoe     | Julio Peralta Horacio Zeballos       | 6-4, 5-7, [6-10]      |

## Títulos ATP Challenger (31; 8+23)

### Individuales (8)
| N.º | Fecha                    | Torneo                         | Superficie    | Oponente                    | Resultado   |
| --- | ------------------------ | ------------------------------ | ------------- | --------------------------- | ----------- |
| 1.  | 16 de agosto de 2009     | Challenger de Samarcanda       | Tierra batida | Jonathan Dasnieres de Veigy | 7-6(3), 6-3 |
| 2.  | 18 de abril de 2010      | Challenger de Johannesburgo    | Dura          | Izak van der Merwe          | 7-6(2), 6-3 |
| 3.  | 14 de noviembre de 2010  | Challenger de Aachen           | Moqueta (i)   | Igor Sijsling               | 6-3, 7-6(3) |
| 4.  | 25 de marzo de 2012      | Challenger de Bath             | Dura (i)      | Jan Mertl                   | 7-6(1), 6-4 |
| 5.  | 8 de septiembre de 2013  | Challenger de Génova           | Tierra batida | Filippo Volandri            | 7-6(5), 6-3 |
| 6.  | 14 de septiembre de 2014 | Challenger de Szczecin         | Tierra batida | Jan-Lennard Struff          | 6-4, 6-3    |
| 7.  | 5 de junio de 2016       | Challenger de Mánchester       | Hierba        | Yen-Hsun Lu                 | 7-6(5), 6-1 |
| 8.  | 7 de abril de 2019       | Challenger de Sophia Antípolis | Tierra batida | Filip Krajinović            | 6-3, 7-5    |

### Dobles (23)
| N.º | Fecha                    | Torneo                   | Superficie    | Compañero          | Oponentes                                | Resultado              |
| --- | ------------------------ | ------------------------ | ------------- | ------------------ | ---------------------------------------- | ---------------------- |
| 1.  | 20 de septiembre de 2009 | Challenger de Banja Luka | Tierra batida | Rainer Eitzinger   | Ismar Gorcic Simone Vagnozzi             | 6-4, 6-3               |
| 2.  | 4 de abril de 2010       | Challenger de Nápoles    | Tierra batida | Jesse Witten       | Rohan Bopanna Aisam-Ul-Haq-Qureshi       | 7-6(4), 7-5            |
| 3.  | 2 de mayo de 2010        | Challenger de Rodas      | Dura          | Simon Stadler      | Jonathan Marray Jamie Murray             | 7-6(4), 6-7(4), [10-7] |
| 4.  | 6 de junio de 2010       | Challenger de Fürth      | Tierra batida | Rameez Junaid      | Martin Emmrich Joseph Sirianni           | 6-3, 6-1               |
| 5.  | 8 de agosto de 2010      | Challenger de Kitzbühel  | Tierra batida | Rogier Wassen      | Hans Podlipnik-Castillo Max Raditschnigg | 3-6, 7-5, [10-7]       |
| 6.  | 19 de septiembre de 2010 | Challenger de Szczecin   | Tierra batida | Rogier Wassen      | Rameez Junaid Philipp Marx               | 6-4, 7-5               |
| 7.  | 28 de noviembre de 2010  | Challenger de Helsinki   | Dura (i)      | Martin Emmrich     | Henri Kontinen Jarkko Nieminen           | 7-6(17), 0-6, [10-7]   |
| 8.  | 28 de agosto de 2011     | Challenger de Manerbio   | Tierra batida | Lovro Zovko        | Alessio di Mauro Alessandro Motti        | 7-6(4), 7-5            |
| 9.  | 11 de septiembre de 2011 | Challenger de Génova     | Tierra batida | Horacio Zeballos   | Jordan Kerr Travis Parrott               | 6-2, 7-5               |
| 10. | 13 de noviembre de 2011  | Challenger de Ortisei    | Moqueta (i)   | Lovro Zovko        | Philipp Petzschner Alexander Waske       | 6-4, 7-6(4)            |
| 11. | 18 de marzo de 2012      | Challenger de Sarajevo   | Dura (i)      | Jonathan Marray    | Michal Mertinak Igor Zelenay             | 7-6(2), 2-6, [11-9]    |
| 12. | 22 de abril de 2012      | Challenger de Roma       | Tierra batida | Jonathan Marray    | Andrei Daescu Florin Mergea              | 6-4, 7-5               |
| 13. | 3 de noviembre de 2013   | Challenger de Eckental   | Moqueta (i)   | Philipp Marx       | Piotr Gadomski Mateusz Kowalczyk         | 7-6(4), 6-2            |
| 14. | 14 de septiembre de 2014 | Challenger de Szczecin   | Tierra batida | Jan-Lennard Struff | Tomasz Bednarek Igor Zelenay             | 6-2, 6-4               |
| 15. | 10 de mayo de 2015       | Challenger de Roma       | Tierra batida | František Čermák   | Andrés Molteni Marco Trungelliti         | 6-1, 6-2               |
| 16. | 23 de agosto de 2015     | Challenger de Meerbusch  | Tierra batida | Rameez Junaid      | Wesley Koolhof Matwé Middelkoop          | 6-4, 7-5               |
| 17. | 25 de octubre de 2015    | Challenger de Las Vegas  | Dura          | Carsten Ball       | Dean O'Brien Ruan Roelofse               | 3-6, 6-3, [10-6]       |
| 18. | 2 de septiembre de 2018  | Challenger de Como       | Tierra batida | Andre Begemann     | Martin Kližan Filip Polasek              | 3-6, 6-4, [10-5]       |
| 19. | 5 de enero de 2019       | Challenger de Numea      | Dura          | Donald Young       | André Göransson Sem Verbeek              | 7-5, 6-4               |
| 20. | 7 de noviembre de 2020   | Challenger de Eckental   | Moqueta       | Antoine Hoang      | Lloyd Glasspool Alex Lawson              | 6-7(8), 7-5, [13-11]   |
| 21. | 11 de septiembre de 2021 | Challenger de Tulln      | Tierra batida | Andrea Vavassori   | Rafael Matos Felipe Meligeni Alves       | 7-6(5), 6-1            |
| 22. | 9 de octubre de 2021     | Challenger de Nápoles    | Tierra batida | Andrea Vavassori   | Mirza Bašić Nino Serdarušić              | 7-5, 7-6(5)            |
| 23. | 28 de mayo de 2022       | Challenger de Troisdorf  | Tierra batida | Evan King          | Hendrik Jebens Piotr Matuszewski         | 6-4, 7-5               |

## Challenger y Futures (24+19)
| Leyenda            |
| ------------------ |
| Challengers (7+17) |
| Futures (3+16)     |

### Individuales (10)
| N.º | Fecha      | Torneo        | Superficie    | Oponente                    | Resultado        |
| --- | ---------- | ------------- | ------------- | --------------------------- | ---------------- |
| 1.  | 16.08.2009 | Samarcanda    | Tierra batida | Jonathan Dasnieres de Veigy | 7-6(3), 6-3      |
| 2.  | 18.04.2010 | Johannesburgo | Dura          | Izak van der Merwe          | 7-6(2), 6-3      |
| 3.  | 14.11.2010 | Aachen        | Moqueta (i)   | Igor Sijsling               | 6-3, 7-6(3)      |
| 4.  | 25.03.2012 | Bath          | Dura (i)      | Jan Mertl                   | 7-6(1), 6-4      |
| 5.  | 08.09.2013 | Génova        | Tierra batida | Filippo Volandri            | 7-6(5), 6-3      |
| 6.  | 14.09.2014 | Szczecin      | Tierra batida | Jan-Lennard Struff          | 6-4, 6-3         |
| 7.  | 05.06.2016 | Mánchester    | Hierba        | Yen-Hsun Lu                 | 7-6(5), 6-1      |
| 8.  | 15.07.2007 | Alemania F9   | Tierra batida | Ruben Bemelmans             | 6-3, 7-6(4)      |
| 9.  | 29.06.2008 | Alemania F8   | Tierra batida | Tobias Clemens              | 7-5, 6-7(6), 6-0 |
| 10. | 29.03.2009 | Suiza F3      | Moqueta (i)   | Miloslav Mecir              | 3-6, 6-4, 7-6(6) |

#### Finalista en individuales (16)
| N.º | Fecha      | Torneo       | Superficie    | Oponente               | Resultado              |
| --- | ---------- | ------------ | ------------- | ---------------------- | ---------------------- |
| 1.  | 07.06.2009 | Karlsruhe    | Tierra batida | Florian Mayer          | 2-6, 4-6               |
| 2.  | 30.08.2009 | Almaty       | Dura          | Ivan Sergeyev          | 3-6, 7-5, 4-6          |
| 3.  | 08.11.2009 | Eckental     | Moqueta (i)   | Daniel Brands          | 4-6, 4-6               |
| 4.  | 15.11.2009 | Aachen       | Moqueta (i)   | Rajeev Ram             | 6-7(2), 7-6(5), 6-7(2) |
| 5.  | 17.03.2013 | Sarajevo     | Dura (i)      | Adrian Mannarino       | 6-7(3), 6-7(2)         |
| 6.  | 24.11.2013 | Andria       | Dura (i)      | Marton Fucsovics       | 3-6, 4-6               |
| 7.  | 18.10.2015 | Fairfield    | Dura          | Taylor Fritz           | 3-6, 4-6               |
| 8.  | 18.09.2016 | Szczecin     | Tierra batida | Alessandro Giannessi   | 2-6, 3-6               |
| 9.  | 29.12.2002 | Jamaica F22  | Dura          | Jean-Julien Rojer      | 4-6, 3-6               |
| 10. | 09.07.2006 | Alemania F7  | Tierra batida | Lukas Lacko            | 6-3, 3-6, 4-6          |
| 11. | 21.01.2007 | Alemania F1  | Moqueta (i)   | Florin Mergea          | 3-6, 2-6               |
| 12. | 16.09.2007 | Alemania F16 | Tierra batida | Marc Meigel            | 2-6, 6-4, 3-6          |
| 13. | 30.09.2007 | Francia F15  | Moqueta (i)   | Josselin Ouanna        | 5-7, 6-7(4)            |
| 14. | 06.04.2008 | Turquía F3   | Tierra batida | Andrei Gorban          | 3-6, 1-6               |
| 15. | 25.01.2009 | España F2    | Tierra batida | Andoni Vivanco-Guzmán  | 7-6(4), 5-7, 6-7(4)    |
| 16. | 01.02.2009 | España F3    | Tierra batida | Javier Genaro-Martínez | 4-6, 4-6               |

### Dobles (33)
| N.º | Fecha                    | Torneo                   | Superficie    | Compañero          | Oponentes                                      | Resultado               |
| --- | ------------------------ | ------------------------ | ------------- | ------------------ | ---------------------------------------------- | ----------------------- |
| 1.  | 20 de septiembre de 2009 | Challenger de Banja Luka | Tierra batida | Rainer Eitzinger   | Ismar Gorcic Simone Vagnozzi                   | 6-4, 6-3                |
| 2.  | 4 de abril de 2010       | Challenger de Nápoles    | Tierra batida | Jesse Witten       | Rohan Bopanna Aisam-Ul-Haq-Qureshi             | 7-6(4), 7-5             |
| 3.  | 2 de mayo de 2010        | Challenger de Rodas      | Dura          | Simon Stadler      | Jonathan Marray Jamie Murray                   | 7-6(4), 6-7(4), [10-7]  |
| 4.  | 6 de junio de 2010       | Challenger de Fürth      | Tierra batida | Rameez Junaid      | Martin Emmrich Joseph Sirianni                 | 6-3, 6-1                |
| 5.  | 8 de agosto de 2010      | Challenger de Kitzbühel  | Tierra batida | Rogier Wassen      | Hans Podlipnik-Castillo Max Raditschnigg       | 3-6, 7-5, [10-7]        |
| 6.  | 19 de septiembre de 2010 | Challenger de Szczecin   | Tierra batida | Rogier Wassen      | Rameez Junaid Philipp Marx                     | 6-4, 7-5                |
| 7.  | 28 de noviembre de 2010  | Challenger de Helsinki   | Dura (i)      | Martin Emmrich     | Henri Kontinen Jarkko Nieminen                 | 7-6(17), 0-6, [10-7]    |
| 8.  | 28 de agosto de 2011     | Challenger de Manerbio   | Tierra batida | Lovro Zovko        | Alessio di Mauro Alessandro Motti              | 7-6(4), 7-5             |
| 9.  | 11 de septiembre de 2011 | Challenger de Génova     | Tierra batida | Horacio Zeballos   | Jordan Kerr Travis Parrott                     | 6-2, 7-5                |
| 10. | 13 de noviembre de 2011  | Challenger de Ortisei    | Moqueta (i)   | Lovro Zovko        | Philipp Petzschner Alexander Waske             | 6-4, 7-6(4)             |
| 11. | 18 de marzo de 2012      | Challenger de Sarajevo   | Dura (i)      | Jonathan Marray    | Michal Mertinak Igor Zelenay                   | 7-6(2), 2-6, [11-9]     |
| 12. | 22 de abril de 2012      | Challenger de Roma       | Tierra batida | Jonathan Marray    | Andrei Daescu Florin Mergea                    | 6-4, 7-5                |
| 13. | 3 de noviembre de 2013   | Challenger de Eckental   | Moqueta (i)   | Philipp Marx       | Piotr Gadomski Mateusz Kowalczyk               | 7-6(4), 6-2             |
| 14. | 14 de septiembre de 2014 | Challenger de Szczecin   | Tierra batida | Jan-Lennard Struff | Tomasz Bednarek Igor Zelenay                   | 6-2, 6-4                |
| 15. | 10 de mayo de 2015       | Challenger de Roma       | Tierra batida | František Čermák   | Andrés Molteni Marco Trungelliti               | 6-1, 6-2                |
| 16. | 23 de agosto de 2015     | Challenger de Meerbusch  | Tierra batida | Rameez Junaid      | Wesley Koolhof Matwé Middelkoop                | 6-4, 7-5                |
| 17. | 25 de octubre de 2015    | Challenger de Las Vegas  | Dura          | Carsten Ball       | Dean O'Brien Ruan Roelofse                     | 3-6, 6-3, ]10-6]        |
| 18. | 21.09.2003               | Jamaica F9               | Dura          | Ryan Russell       | Clement Morel Gilles Simon                     | 7-6(4), 6-2             |
| 19. | 05.03.2006               | Suiza F1                 | Moqueta (i)   | Tobias Klein       | Lado Chikhladze Deniss Pavlovs                 | 6-4, 4-6, 7-5           |
| 20. | 12.03.2006               | Suiza F2                 | Moqueta (i)   | Tobias Klein       | Jerome Becker Julian Reister                   | 4-6, 6-3, 7-6(2)        |
| 21. | 16.07.2006               | Alemania F8              | Tierra batida | Daniel Puttkammer  | Stefan Kilchhofer Sven Swinnen                 | 6-3, 4-6, 6-4           |
| 22. | 25.03.2007               | Suiza F3                 | Moqueta (i)   | Roman Borvanov     | Patrick Eichenberger Dylan Sessagesimi         | 6-0, 6-7(9), 6-3        |
| 23. | 09.09.2007               | Alemania F15             | Tierra batida | Jeroen Masson      | Nicolás Todero Vladimir Voltchkov              | 6-4, 6-4                |
| 24. | 03.02.2008               | Alemania F4              | Moqueta (i)   | Daniel Danilovic   | Alexander Sadecky Izak van der Merwe           | 6-4, 4-6, [10-7]        |
| 25. | 10.02.2008               | Alemania F5              | Moqueta (i)   | Alexander Sadecky  | Dusan Karol Jeroen Masson                      | 7-6(1), 7-5             |
| 26. | 02.03.2008               | Suiza F1                 | Moqueta (i)   | Armin Sandbichler  | Blazej Koniusz Grzegorz Panfil                 | 6-3, 6-2                |
| 27. | 06.04.2008               | Turquía F3               | Tierra batida | Peter Steinberger  | Daniel Stoehr Andre Wiesler                    | 7-5, 6-2                |
| 28. | 29.06.2008               | Alemania F8              | Tierra batida | Stefan Seifert     | Peter Torebko Holger Zuehlsdorff-Pavlovic      | 6-1, 6-4                |
| 29. | 06.07.2008               | Alemania F9              | Tierra batida | Stefan Seifert     | Timo Nieminen Adrian Sikora                    | 5-7, 6-1, [10-5]        |
| 30. | 25.01.2009               | España F2                | Tierra batida | Peter Steinberger  | Agustín Boje-Ordóñez Andoni Vivanco-Guzman     | 6-7(3), 7-6(3), [12-10] |
| 31. | 01.02.2009               | España F3                | Tierra batida | Daniel Stoehr      | Guillermo Alcorta-Olarra Dmitri Perevoshchikov | 6-4, 6-3                |
| 32. | 08.02.2009               | España F4                | Tierra batida | Peter Steinberger  | Romano Frantzen Dmitri Sitak                   | 6-2, 7-6(4)             |
| 33. | 28.06.2009               | Alemania F7              | Tierra batida | Kevin Deden        | Erik Chvojka Patrick Taubert                   | 4-6, 6-3, [10-6]        |

#### Finalista en dobles (28)
| N.º | Fecha      | Torneo       | Superficie    | Compañero           | Oponentes                             | Resultado            |
| --- | ---------- | ------------ | ------------- | ------------------- | ------------------------------------- | -------------------- |
| 1.  | 21.02.2010 | Belgrado     | Moqueta (i)   | Martin Slanar       | Ilija Bozoljac Jamie Delgado          | 3-6, 3-6             |
| 2.  | 09.05.2010 | El Cairo     | Tierra batida | Andre Begemann      | Martin Slanar Simone Vagnozzi         | 3-6, 4-6             |
| 3.  | 16.05.2010 | Biella       | Tierra batida | Alessandro Motti    | James Cerretani Adil Shamasdin        | 3-6, 6-2, [9-11]     |
| 4.  | 06.03.2011 | Dallas       | Dura (i)      | Bjorn Phau          | Scott Lipsky Rajeev Ram               | 6-7(3), 4-6          |
| 5.  | 05.06.2011 | Nottingham   | Hierba        | Martin Emmrich      | Colin Fleming Ross Hutchins           | 6-4, 6-7(8), [11-13] |
| 6.  | 12.02.2012 | Quimper      | Dura (i)      | Jonathan Marray     | Pierre-Hugues Herbert Maxime Teixeira | 6-7(5), 4-6          |
| 7.  | 04.03.2012 | Cherbourg    | Dura (i)      | Jonathan Marray     | Laurynas Grigelis Uladzimir Ignatik   | 6-4, 6-7(9), [0-10]  |
| 8.  | 18.08.2013 | Meerbusch    | Tierra batida | Philipp Marx        | Rameez Junaid Frank Moser             | 3-6, 6-7(4)          |
| 9.  | 17.11.2013 | Helsinki     | Dura (i)      | Philipp Marx        | Henri Kontinen Jarkko Nieminen        | 5-7, 7-5, [5-10]     |
| 10. | 11.10.2015 | Sacramento   | Dura          | Daniel Brands       | Blaz Kavcic Grega Zemlja              | 1-6, 6-3, [3-10]     |
| 11. | 18.10.2015 | Fairfield    | Dura          | Carsten Ball        | Johan Brunstrom Frederik Nielsen      | 3-6, 7-5, [5-10]     |
| 12. | 29.11.2015 | Andria       | Dura (i)      | Carsten Ball        | Marco Chiudinelli Frank Moser         | 6-7(5), 5-7          |
| 13. | 26.10.2003 | Jamaica F11  | Dura          | Ryan Russell        | Daniel Kieman David Sherwood          | 4-6, 0-2, ret.       |
| 14. | 30.08.2004 | Holanda F4   | Tierra batida | Eric Kuijlen        | Francisco Costa Jeroen Masson         | 1-6, 6-7(3)          |
| 15. | 12.09.2004 | Alemania F15 | Tierra batida | Sascha Hesse        | Joaquín Lillo Armin Meixner           | 4-6, 6-3, 4-6        |
| 16. | 03.07.2005 | Alemania F6  | Tierra batida | Sebastian Rieschick | Rameez Junaid Markus Schiller         | 0-6, 4-6             |
| 17. | 04.09.2005 | Alemania F13 | Tierra batida | Tobias Klein        | Mathias Bachinger Philipp Piyamongkol | 4-6, 4-6             |
| 18. | 11.09.2005 | Alemania F14 | Tierra batida | Tobias Klein        | Jerome Becker Julian Reister          | 6-4, 4-6, 3-6        |
| 19. | 18.09.2005 | Alemania F15 | Tierra batida | Tobias Klein        | Jerome Becker Julian Reister          | 4-6, 3-6             |
| 20. | 04.02.2007 | Alemania F4  | Moqueta (i)   | Sascha Kloer        | Maximilian Abel Stefan Kilchhofer     | 6-7(4), 1-6          |
| 21. | 15.07.2007 | Alemania F9  | Tierra batida | Bruno Rodríguez     | Andre Begemann Lars Poerschke         | 1-6, 6-4, 3-6        |
| 22. | 30.09.2007 | Francia F15  | Moqueta (i)   | Daniel Muller       | Daniel Danilovic Gero Kretaschmer     | 3-6, 4-6             |
| 23. | 14.09.2008 | Francia F14  | Dura (i)      | Stefan Seifert      | Ruben Bemelmans Niels Desein          | 6-7(11), 3-6         |
| 24. | 05.10.2008 | Alemania F21 | Moqueta       | Stefan Seifert      | Kevin Deden Martin Emmrich            | 3-6, 4-6             |
| 25. | 18.01.2009 | España F1    | Tierra batida | Peter Steinberger   | Íñigo Cervantes Gerard Granollers     | 3-6, 5-7             |
| 26. | 08.03.2009 | Suiza F1     | Moqueta (i)   | Alexander Sadecky   | Michal Tabara Roman Vogeli            | 7-6(6), 5-7, [10-12] |
| 27. | 15.03.2009 | Suiza F2     | Moqueta (i)   | Alexander Sadecky   | Henri Laaksonen Philipp Oswald        | 1-6, 4-6             |
| 28. | 22.03.2009 | Suiza F3     | Moqueta (i)   | Alexander Sadecky   | Jeremy Blandin Pierrick Ysern         | 3-6, 2-6             |